# Joseph Fargis
Joseph Halpin Fargis IV (Nova Iorque, 2 de abril de 1948) é um ginete estadunidense, especialista em saltos, campeão olímpico. 

## Carreira
Joseph Fargis representou seu país nos Jogos Olímpicos de 1984 e 1988, na qual conquistou a medalha de ouro nos salto individual e por equipes em 1984.